# 松平長親
松平 長親（まつだいら ながちか）は、戦国時代の武将。松平親忠の三男。徳川家康の高祖父。

## 生涯
明応5年（1496年）、安祥城主・安祥松平家として分出。しかしこの頃、隣国駿河国の今川氏親からの攻撃を受けるようになり、本家の岩津松平家をはじめ、鼠算式に各地に分出した一族は苦戦を強いられていた。氏親の家臣であった伊勢盛時（伊勢宗瑞・一般には北条早雲として知られる）と戦ったこともある。また、連歌などの教養にも秀でていたと言う。

### 宗家岩津松平の討滅
永正5年（1508年）旧暦8月、今川氏親名代の伊勢宗瑞率いる今川軍は大樹寺を本陣として岩津城を攻めた（永正三河の乱）。しかし、「岩津殿」は戦に名のある家来もあって城に敵を近寄せない戦いぶりだったために、今川勢も持てあましたという。
『三河物語』の記述に依ると、その間に、岩津への救援軍として安祥城の長親が井田野に現れると、井田野の戦いでこれを迎え撃った今川軍だったが、長親の戦いぶりに手を焼いて伊勢宗瑞の本陣への肉薄を許すなど苦戦。さらに戸田氏から背後を襲われることを懸念して、今川軍は撤退したという。
もっとも、今川軍の攻撃目標は岩津松平家であったため、岩津落城を果たしたのを契機に宗瑞は兵を引いたのだとも考えられている。この合戦の結果、宗家である岩津松平家は出仕先である政所伊勢家の京都に退避するなど、著しく衰退したと考えられる。
結果として、長親の安祥松平家が惣領になりかわったものと考えられる。
同年、長男の信忠に家督を譲って隠居した。この時点での隠居は早すぎると思われるが真相は不明確。長男の信忠が暗愚だったのを知らなかったためとも、長親自身が1501年の時点ですでに入道していたためともいう。もっとも、その後も信忠・嫡孫清康の後見人として今川軍と戦っている。

### 晩年の後継者問題

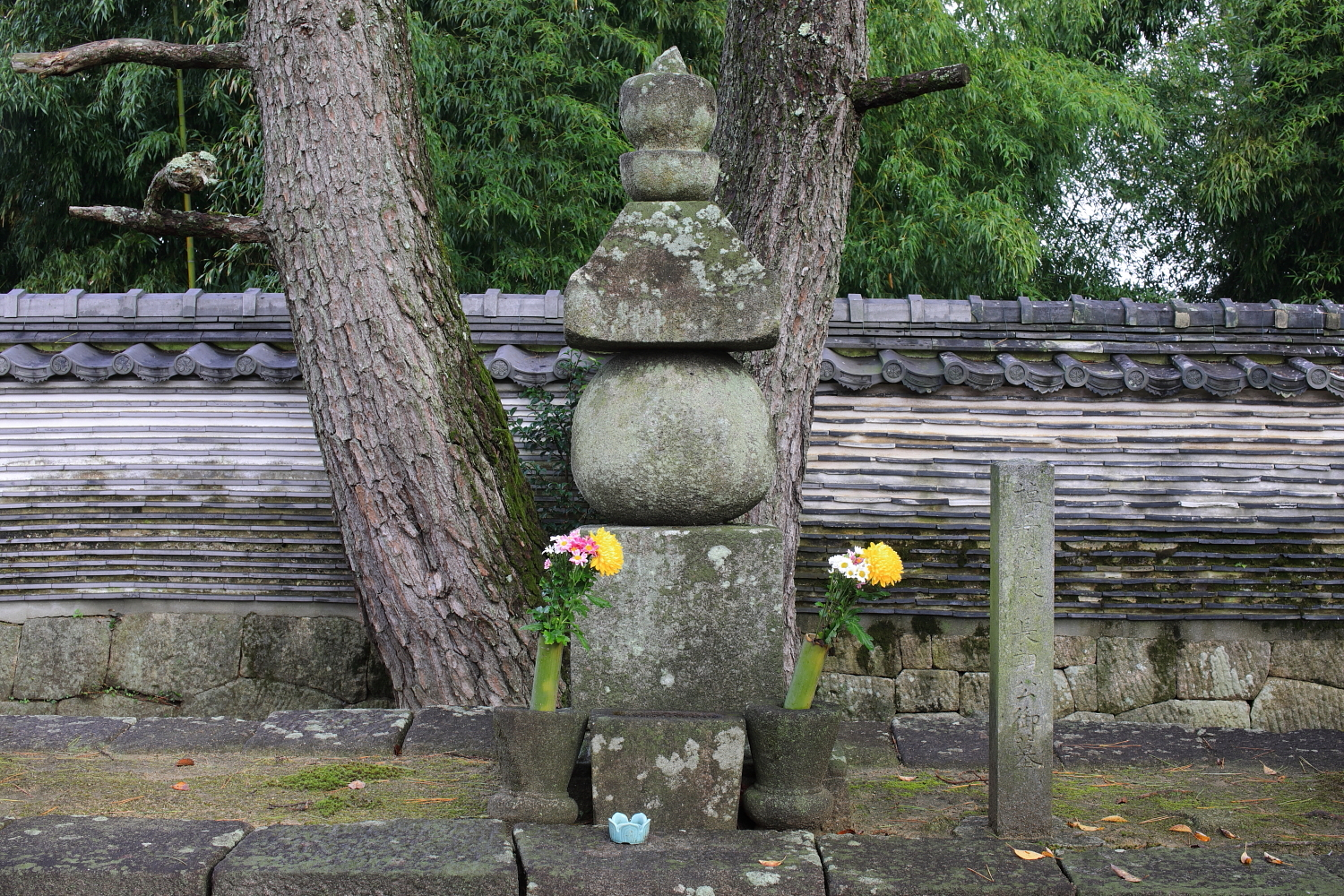
愛知県岡崎市鴨田町の大樹寺内にある松平八代墓の松平長親の墓（2019年11月）

隠退後、入道し道閲と号した長親は、なおも信忠を後見・補佐したが、信忠は力量乏しい上に一門衆・家臣団からの信望が薄く安祥松平家が解体の危機に瀕した。そのため、家老・酒井忠尚（将監）の嘆願により道閲・信忠父子は、信忠の隠居と信忠の嫡子清康への家督継承を受け入れた。
晩年は福釜・桜井・東条・藤井と新たに分家を輩出させた息子たちの中で、とりわけ桜井家の信定を偏愛する余り、清康の死後に若くして後を継いだ広忠（長親の曾孫）が信定によって岡崎城から追われた際にも何ら手を打たなかった。このために家臣団の失望を招いたという。
後には広忠と和解、生まれてきた広忠の嫡男（長親から見れば玄孫にあたる）に自分や清康と同じ竹千代と命名するように命じている。後の徳川家康である。しかし、長親の溺愛した信定は広忠の代まで家督に固執して松平氏一族とその家臣団に内紛を引き起こし、結果的には少年時代の家康の苦難の遠因となった。

### 死去
天文13年（1544年）8月22日、死去。通説では文明5年（1473年）生まれとされるので、享年72。ただし、実際の生年は康正元年（1455年）と考えられている為、享年は90となる。自身が開基となった長親山西光寺で荼毘に付された。